# 츠서우쓰역
츠서우쓰역(중국어: 慈寿寺站)은 중국 베이징시 하이뎬구 바리좡 가도 링룽로와 란뎬창 남로 교차로, 츠서우쓰교 아래에 위치한 베이징 지하철 6호선과 10호선의 환승역이다. 역명은 남쪽의 자수사(慈寿寺, 링룽 공원)서 따왔다. 10호선 부분은 2011년 6월 30일에, 6호선 부분은 같은 해 8월 15일에 준공되었고, 2012년 12월 30일에 개통되었다. 당초 베이징 지하철 먼터우거우선(자기부상선)이 이 역에 접속해 종착역으로 삼을 예정이었으나 수송량 부족 등으로 먼터우거우선 동쪽 구간이 6호선 서부연장선으로 대체되면서 츠서우쓰역은 먼터우거우선과 접속하지 않게 됐다.
츠서우쓰역 북서쪽, 츠서우쓰역과 하이뎬우루쥐역 사이에, 우루 주차장(五路停车场)이란 이름의 10호선과 6호선 차량기지가 있으며, 이자수사역과 해전오로거역 사이, 그리고 자수사역과 가까운 곳에 오로주차장이 있으며, 그 위로는 메트로 랜드 쿤위푸 소구(琨御府小区)가 있다.

## 위치
츠서우쓰역은 링룽로(동서방향)와 징미 인수로와 그 양쪽에 있는 란뎬창 남로(남북방향) 교차로, 츠서우쓰교 서북쪽에 위치한다. 10호선은 남북으로, 6호선은 동서로 뻗어있고, 두 노선 역은 L자형으로 교차한다.

## 역 구조
츠서유쓰역은 지하 3층역으로 6호선과 10호선 모두 지하에 있다. 지하 1층은 10호선 쐐기형 대합실, 지하 2층은 10호선 승강장과 6호선 대합실, 지하 3층은 6호선 승강장이다. 두 노선 모두 섬식 승강장으로 설계됐다.
츠서우쓰역 10호선 승강장은 쐐기형태이며, 6호선 승강장은 하이뎬우루주쥐역 방향으로 굽은 곡선 승강장이다.
| 지면층                              | 출구                            | B–I출구                              |
| 지하 1층 10호선 대합실              | 대합실                          | 고객 센터, 자동발매기, 개집표기      |
| 지하 2층 6호선 대합실 10호선 승강장 | 대합실                          | 고객 센터, 자동발매기, 개집표기      |
| 지하 2층 6호선 대합실 10호선 승강장 | →                               | ■ 10호선 내선순환(처다오거우)        |
| 지하 2층 6호선 대합실 10호선 승강장 | 섬식 승강장, 왼쪽 출입문이 열림 |                                      |
| 지하 2층 6호선 대합실 10호선 승강장 | ←                               | ■ 10호선 외선순환(시댜오위타이)      |
| 지하 3층 6호선 승강장               | ←                               | ■ 6호선 진안차오 방면 (하이뎬우루쥐) |
| 지하 3층 6호선 승강장               | 섬식 승강장, 왼쪽 출입문이 열림 |                                      |
| 지하 3층 6호선 승강장               | →                               | ■ 6호선 루청 방면(화위안차오)        |

츠서우쓰역 내에서는 10호선 승강장에서 6호선 승강장으로 바로 이동해 '승강장 대 승강장'으로 갈아타거나, 10호선 승강장에서 대합실로 올라간 다음 6호선 승강장으로 내려갈 수 있으며, 6호선 승강장에서 10호선 승강장으로 갈아탈 경우 먼저 대합실로 올라간 다음 10호선 승강장으로 내려가야 한다. 환승 통로는 모두 양방향 통로이다.

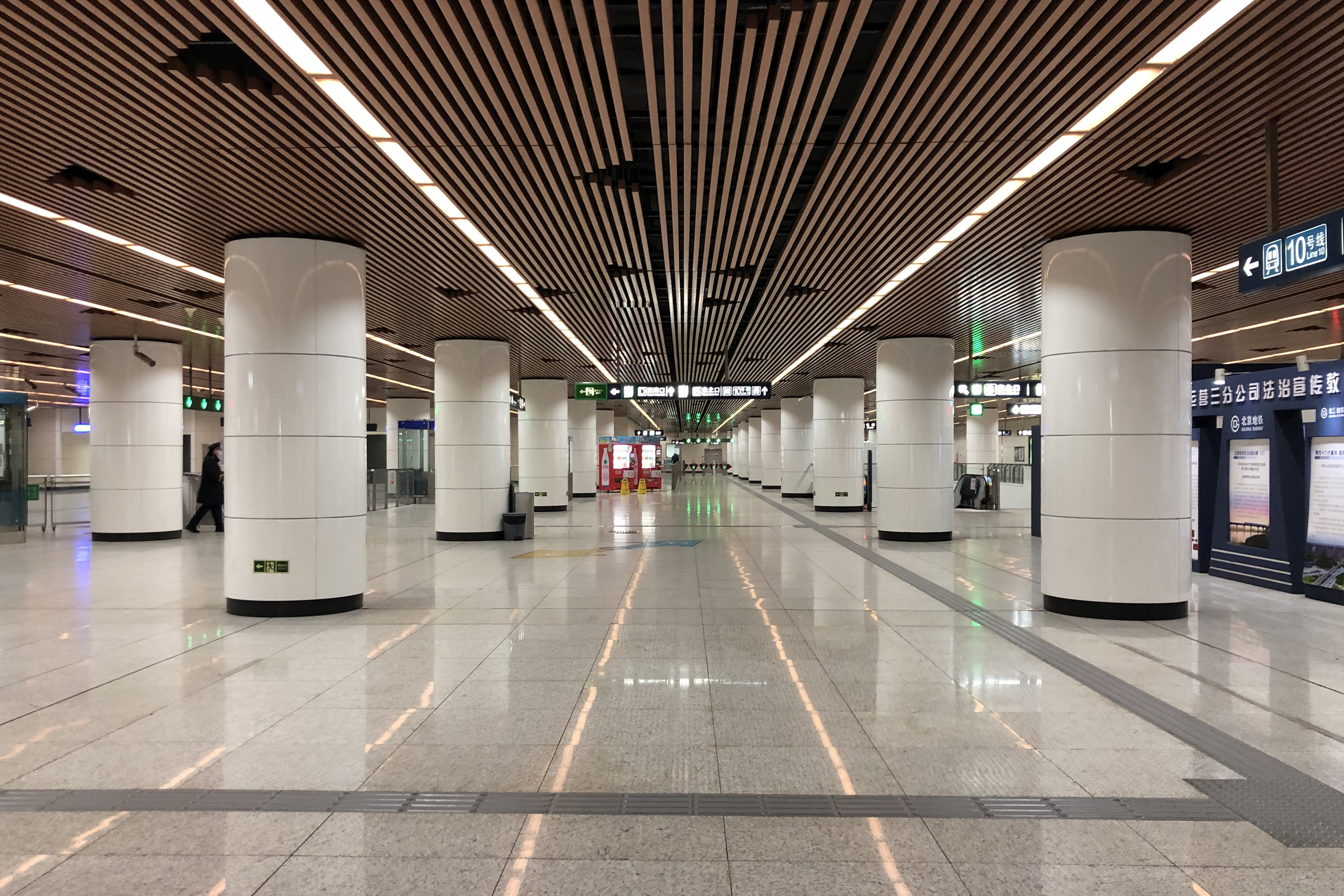
10호선 대합실 (2021년 2월)
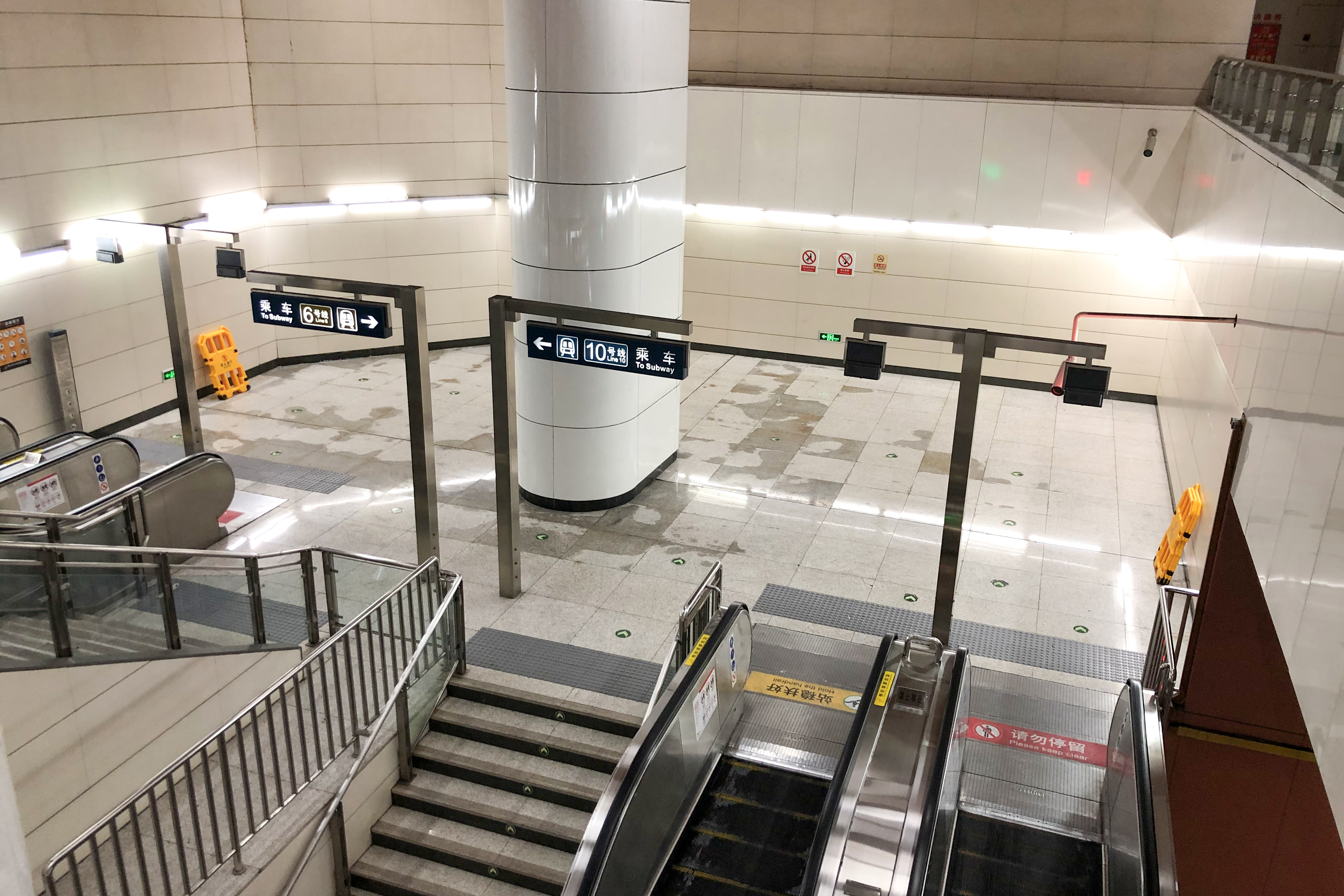
10호선 대합실에서 6호선 대합실까지의 유료 구간 통행(2021년 2월)
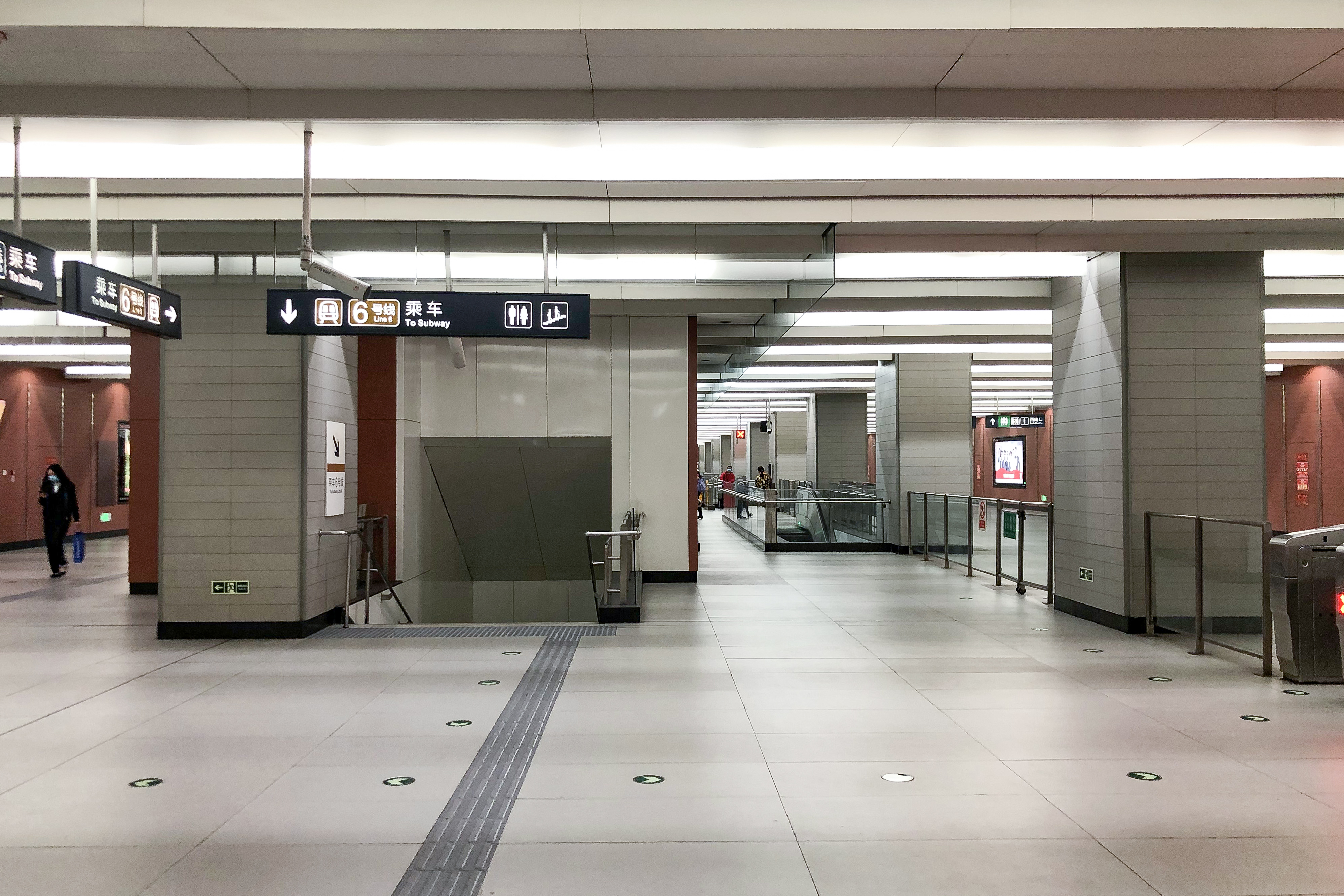
6호선 대합실 (2021년 4월)
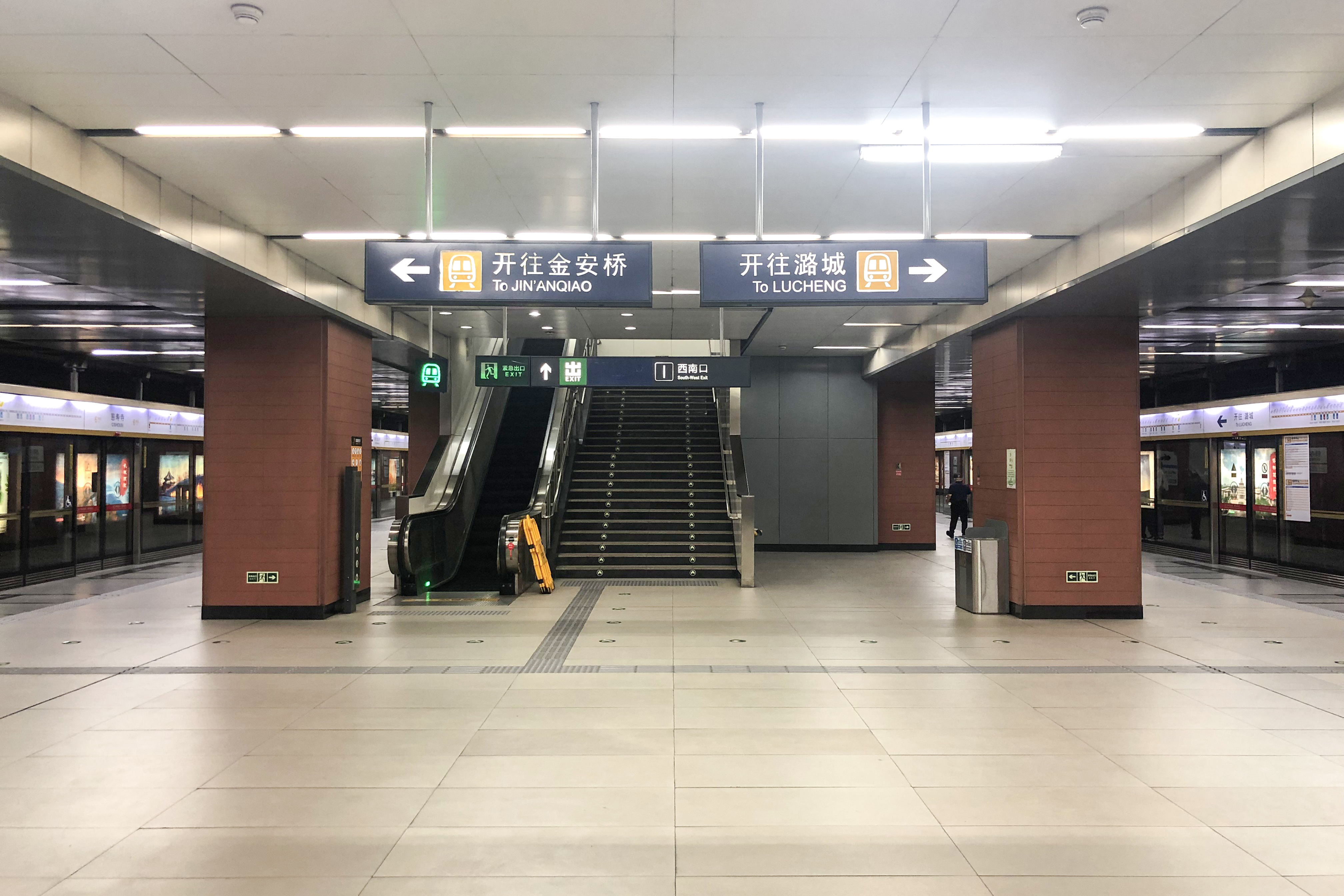
6호선 승강장 (2021년 5월)
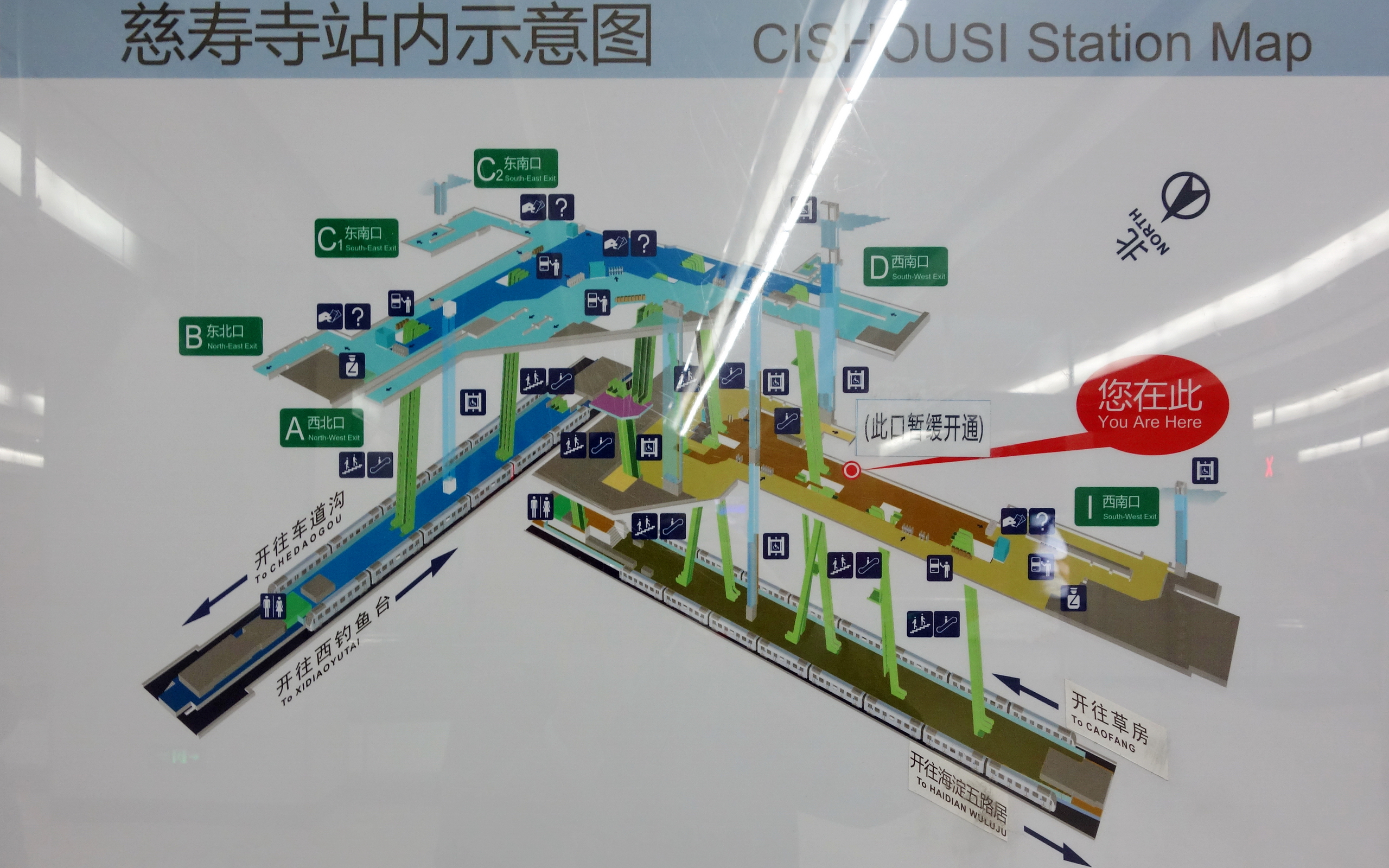
츠서우쓰역 구조 개략도(2013년 10월)

## 출구
|                         |                                                                |      |                  |
|                         |                                                                |      |                  |
| 출구                    | 출구 인근                                                      | 사진 | 무장애 시설 사진 |
| 出口 · B                | 란뎬창 남로(서측), 여우이춘로, 치셴춘로, 베이와 서가, 베이와로 |      |                  |
| 出口 · C · 1            | 란뎬창 남로(서측)                                              |      |                  |
| 出口 · C · 2            | 링룽로(북측), 란뎬창 남로(서측)                                |      |                  |
| 出口 · D                | 링룽로(북측), 란뎬창 남로(서측)                                |      |                  |
| 出口 · I                | 玲珑路(북측), 京门铁路主题公园                                 |      |                  |
| 아이콘 설명: 엘리베이터 |                                                                |      |                  |